# چرا من؟ (فیلم ۱۹۹۰)
چرا من؟ (به انگلیسی: Why Me?) یک فیلم کمدی آمریکایی محصول سال ۱۹۹۰ به کارگردانی جین کوئینتانو با بازی کریستوفر لمبرت، کیم گرایست، کریستوفر لوید و جی.تی. والش است. فیلمنامه بر اساس پنجمین کتاب از مجموعه رمان‌های وست لیک از جان دورتموندر ساخته شده‌است.
این فیلم در ۲۰ آوریل ۱۹۹۰ در ایالات متحده اکران شد.